# Tark-e Wiran
Tark-e Wiran – wieś w Iranie, w ostanie Azerbejdżan Zachodni, w szahrestanie Szahin Deż. W 2006 roku liczyła 267 mieszkańców.